# Endasys hexamerus
Endasys hexamerus là một loài tò vò trong họ Ichneumonidae.